# Aleksandar Vuković
Aleksandar Vuković (Banja Luka, 1979. augusztus 25. –) szerb labdarúgó, edző.

## Pályafutása

### Labdarúgóként
Vuković a bosznia-hercegovinai Banja Luka városában született. Az ifjúsági pályafutását a helyi Borac Banja Luka csapatában kezdte, majd a belgrádi Partizan akadémiájánál folytatta.
1998-ban mutatkozott be a Partizan felnőtt keretében. Az 1998–99-es szezonban a Teleoptiknál szerepelt kölcsönben. 2000 és 2013 között a szerb Milicionar, a lengyel Legia Warszawa és Korona Kielce, illetve a görög Ergotélisz és Iraklísz csapatát erősítette.

### Edzőként
Vuković 2016 óta négy alkalommal volt az edzője a lengyel első osztályban szereplő Legia Warszawa együttesének. 2022. október 27-én, Waldemar Fornalik távozása után a Piast Gliwice vezetőedzője lett.

## Edzői statisztika
2024. május 25. szerint.

| Csapat                      | Nemzet        | –tól                 | –ig                  | Mérkőzések | Mérkőzések | Mérkőzések | Mérkőzések | Mérkőzések |
| Csapat                      | Nemzet        | –tól                 | –ig                  | M          | Gy         | V          | D          | Gy %       |
| --------------------------- | ------------- | -------------------- | -------------------- | ---------- | ---------- | ---------- | ---------- | ---------- |
| Legia Warszawa (ideiglenes) | Lengyelország | 2016. szeptember 19. | 2016. szeptember 24. | 1          | 0          | 1          | 0          | 0.0        |
| Legia Warszawa (ideiglenes) | Lengyelország | 2018. augusztus 1.   | 2018. augusztus 13.  | 3          | 1          | 1          | 1          | 33,3       |
| Legia Warszawa              | Lengyelország | 2019. április 2.     | 2020. szeptember 21. | 67         | 37         | 12         | 18         | 55,2       |
| Legia Warszawa              | Lengyelország | 2021. december 13.   | 2022. május 21.      | 21         | 10         | 5          | 6          | 47,6       |
| Piast Gliwice               | Lengyelország | 2022. október 27.    | Jelenleg is          | 60         | 25         | 21         | 14         | 41,7       |
| Összesen                    | Összesen      | Összesen             | Összesen             | 152        | 73         | 40         | 39         | 48,0       |

## Sikerei, díjai

### Játékosként
Partizan
- Szerbia és Montenegró-i első osztály
  - Bajnok (1): 1998–99

Legia Warszawa
- Ekstraklasa
  - Bajnok (2): 2001–02, 2005–06
- Lengyel Kupa
  - Győztes (1): 2007–08
- Lengyel Ligakupa
  - Győztes (1): 2001–02
- Lengyel Szuperkupa
  - Győztes (1): 2008

### Edzőként
Legia Warszawa
- Ekstraklasa
  - Bajnok (1): 2019–20

Egyéni
- Ekstraklasa – A Hónap Edzője: 2022 március, 2023 április